# Стригуновское сельское поселение
Стригуно́вское се́льское поселе́ние — муниципальное образование в Борисовском районе Белгородской области России.
Административный центр — село Стригуны.

## История
Стригуновское сельское поселение образовано 20 декабря 2004 года в соответствии с Законом Белгородской области № 159.

## Население
| 2010  | 2011  | 2012  | 2013  | 2014  | 2015  | 2016  | 2017  | 2018  |
| ----- | ----- | ----- | ----- | ----- | ----- | ----- | ----- | ----- |
| 2709  | ↘2699 | ↘2662 | ↘2637 | ↘2606 | ↗2611 | ↗2633 | ↘2595 | ↘2551 |
| 2019  | 2020  | 2021  |       |       |       |       |       |       |
| ↘2498 | ↘2458 | ↗2468 |       |       |       |       |       |       |

## Состав сельского поселения

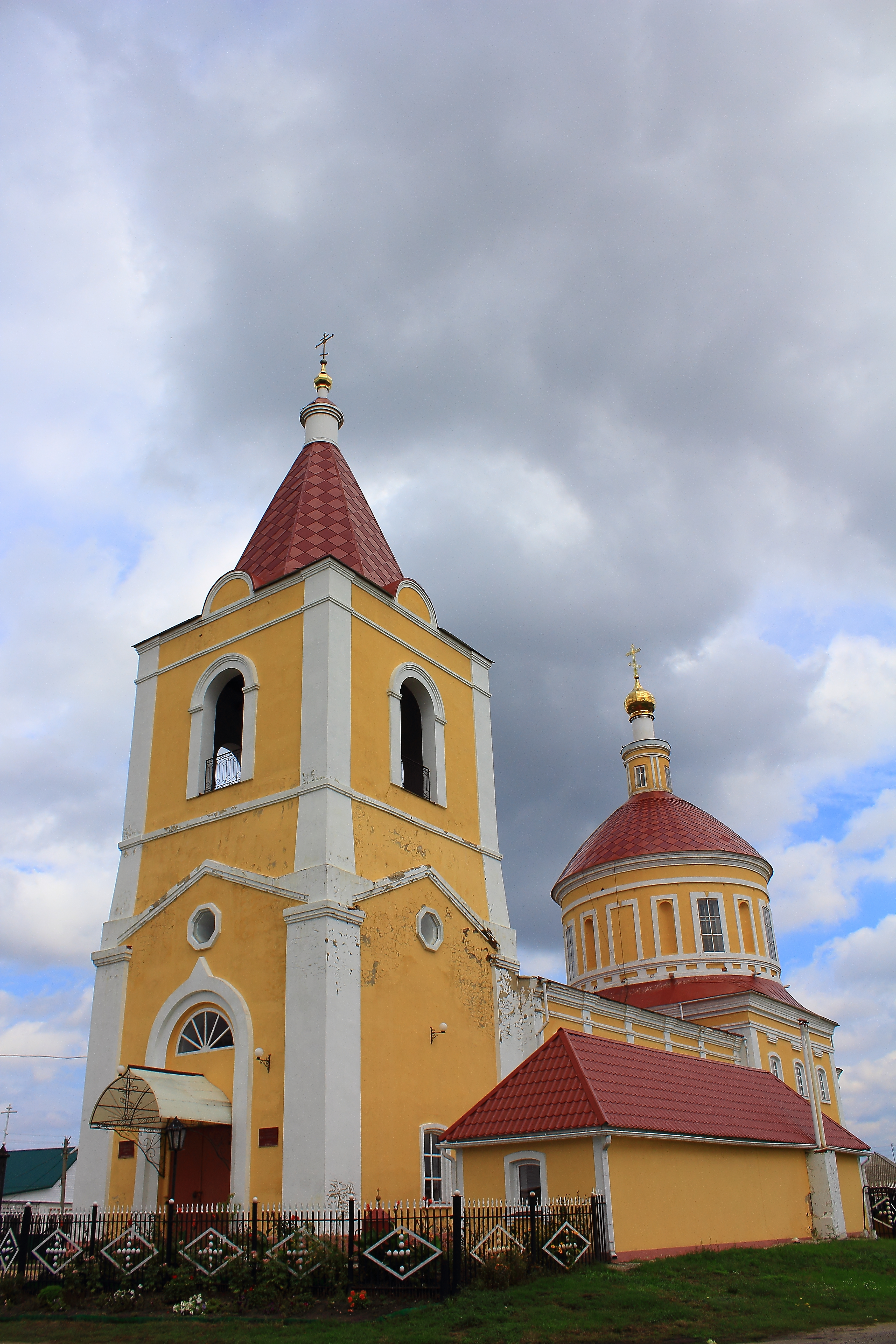
Трехсвятская церковь (1780) в селе Стригуны

| № | Населённый пункт  | Тип населённого пункта       | Население |
| - | ----------------- | ---------------------------- | --------- |
| 1 | Заречное          | село                         | ↗99       |
| 2 | Новоалександровка | село                         | ↘155      |
| 3 | Порубежное        | село                         | ↗372      |
| 4 | Становое          | хутор                        | ↘4        |
| 5 | Стригуны          | село, административный центр | ↗1913     |
| 6 | Тёплое            | село                         | ↗166      |

- Трехсвятская церковь (1780)[15] в селе Стригуны